# أندرو د. مارتن
أندرو د. مارتن (بالإنجليزية: Andrew D. Martin)‏ هو عالم سياسة أمريكي، ولد في 25 يوليو 1972.

## وصلات خارجية
- الموقع الرسمي